# Seadrift (Texas)
Seadrift is een plaats (city) in de Amerikaanse staat Texas, en valt bestuurlijk gezien onder Calhoun County.

## Demografie
Bij de volkstelling in 2000 werd het aantal inwoners vastgesteld op 1352.
In 2006 is het aantal inwoners door het United States Census Bureau geschat op 1423, een stijging van 71 (5,3%).

## Geografie
Volgens het United States Census Bureau beslaat de plaats een oppervlakte van
3,2 km², geheel bestaande uit land. Seadrift ligt op ongeveer 3 m boven zeeniveau.

## Plaatsen in de nabije omgeving
De onderstaande figuur toont nabijgelegen plaatsen in een straal van 36 km rond Seadrift.